# جورج ر. باغلي
جورج ر. باغلي (بالإنجليزية: George R. Bagley)‏ هو قاضي ومحامي أمريكي، ولد في 25 يناير 1871 في كانتون في الولايات المتحدة، وتوفي في 26 ديسمبر 1939 في هيلسبورو في الولايات المتحدة.